# Marcela Sola
 Marcela Sola ( Argentina, 24 de diciembre de 1919 – Buenos Aires, Argentina, 25 de septiembre de 2009) fue una actriz de cine y teatro y directora de teatro de larga trayectoria en su país.

## Carrera profesional
Egresó del Conservatorio Nacional de Arte Escénico que era dirigido por Antonio Cunill Cabanellas y realizó estudios complementarios en Filosofía y Letras, danza, música y declamación en Argentina y en el extranjero, estos últimos bajo la dirección de Jean Vilar y Lee Strasberg.
En el teatro profesional actuó bajo la dirección de Armando Discépolo y de Marcelo Petrone y con las compañías encabezadas por Delia Garcés y Amelia Bence.
Fue una de las pioneras en los teatros independientes durante la década de 1950 y realizó diversas presentaciones actorales en el Instituto de Arte Moderno, que dirigía Hernán Lavalle Cobo, entre las cuales se recuerdan sus interpretaciones en las obras Mariana Pineda , de Federico García Lorca, Esquina peligrosa de J. B. Priestley y Trescientos millones, de Roberto Arlt. Fue la protagonista en Juana de Lorena de Maxwell Anderson, dirigida por Roberto Pérez Castro. También estuvo vinculada a los grupos “Espondeo”, “El duente”, “Candilejas” y “Pequeño Teatro Libre”.
Actuó en la radiofonía francesa protagonizando numerosas obras bajo la dirección de Jorge Lavelli.
Como directora debutó en 1949 con la puesta de Las bodas de Fígaro; más adelante dirigió, entre otras obras, El baile de los ladrones, El debut de la piba y El velorio del angelito.
También puso obras en el extranjero: en 1962 dirigió en Francia una puesta de la obra Berenice, con un reparto de actores franceses y, más adelante, dirigió en España un elenco de actores argentinos y españoles en La zorra y las uvas.
En el interior de Argentina –Bariloche, Córdoba, General Roca, Resistencia y San Nicolás- dirigió obras de Tennessee Williams y de Thornton Wilder, entre otros autores.
Debutó en cine en 1949 en La cuna vacía, tres años después participó en La Parda Flora y luego fue completando una decena de películas.
Fue maestra de actores y, por razones políticas, tuvo que dejar la Argentina en la década de 1970, dedicándose a realizar giras por varios países de América Latina.
Al retorno de la democracia volvió al país para dedicarse principalmente a la enseñanza pero realizando también algunos trabajos en el teatro y en televisión. De su taller egresaron numerosas actrices y actores que alcanzaron importantes trayectorias artísticas.
La Asociación Argentina de Actores, junto con el Senado de la Nación, le entregó el Premio Podestá a la Trayectoria Honorable en 1999.
Realizó actividad gremial integrando Consejo de Dirección del Instituto de Proteatro (Protección y Fomento de la Actividad Teatral no Oficial de la Ciudad de Buenos Aires) y el comité ejecutivo del Centro Argentino del Instituto Internacional del Teatro -Unesco (ITI).

## Filmografía

### Cine
- Adiós, Roberto (1985)
- El jefe (1958) …Elvira Soto
- Alfonsina (1957)
- Una viuda difícil (1957)
- Pecadora (1956) …Vestidora
- En carne viva (1955) …Madre Superiora
- Ayer fue primavera (1955)
- Concierto para una lágrima (1955)
- La Parda Flora (1952)
- La cuna vacía (1949)

### Teatro
- Testigo para la horca, con la compañía argentina de comedias encabezada por Amelia Bence, con Pablo Acciardi y Alberto Berco.